# أربانا شهارا
أربانا شهارا (بالألبانية: Arbana Xharra‏) هي صحفية تحقيقات ألبانية من كوسوفو. فازت بالعديد من الجوائز لتقاريرها وكانت حائزة على جائزة نساء الشجاعة الدولية لعام 2015 من وزارة الخارجية الأمريكية.

## المهنة
تعمل أربانا شهارا كصحفية منذ عام 2001. عملت في كوها ديتور، أول صحيفة مستقلة تأسست في كوسوفو،  في عامي 2006 و 2007. وكانت مساهمة في البلقان إنسايت  وهي حاليًا رئيسة التحرير في زاري.

### مراسلة تحقيقية
تعتقد أربانا شهارا أنه لكي تزدهر الديمقراطية، يجب أن يكون للصحافة الحق في التحقيق في مخاوف الجمهور. كتبت عن مجموعة واسعة من القضايا بما في ذلك تحقيق عام 2006 بشأن تقارير النفقات الحكومية وسوء الإدارة المالية ؛  في عام 2007، فحص التضخم ونقص الغذاء ؛  تقرير في عام 2010، يتساءل عن أصول شركة الاتصالات التي تديرها الدولة.

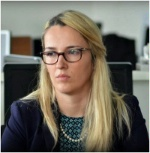
أربانا شهارا

 استخدام كوسوفو ؛  والعلاقات بين الشركات والسياسة. واجهت شهارا دعوى قانونية في عام 2012 عندما ربط تقرير أعدته عن الفساد الحكومي عملًا محليًا مع سياسيين. وقد برأتها المحكمة، التي جاء حكمها بأنها امتثلت لمدونة الأخلاقيات لوسائط الإعلام المطبوعة في كوسوفو.
على مدى فترة 18 شهرا ابتداء من عام 2012 ، حققت شهارا زيادة في النشاط الديني منذ انهيار الاشتراكية في يوغوسلافيا السابقة. وقالت عن التطرف الديني وأثره على المجتمع. من خلال تقييم المتطرفين الإسلاميين العاملين في كوسوفو، اكتشفت صلات مع منظمات إرهابية. من خلال الكشف عن الروابط التشغيلية والمالية، تمكنت شهارا من مساعدة الحكومة في الجهود المبذولة لمعالجة المشكلة، لكن التقارير تسببت لها في تلقي تهديدات بالقتل وهجمات عامة على سمعتها. أبلغت الشرطة عنهم، ولكن دون أي عواقب.

### الانتماء السياسي
في 9 مايو 2017، استقالت من زيري وأصبحت عضوًا في الحزب الديمقراطي الكردستاني - أكبر حزب سياسي في كوسوفو.

## الجوائز والتقديرات
كانت شهارا الفائزة لثلاث مرات بجائزة برنامج الأمم المتحدة الإنمائي لمقالاتها عن الفساد في كوسوفو في 2006 و 2007 و 2008. في عام 2012، حصلت على زمالة البلقان للتميز الصحفي ودرست المواقف المتغيرة تجاه الإسلام في كوسوفو. في عام 2013، حصلت على جائزة ريكساي سوروي من قبل مجموعة كوها للحصول على مقال عن التطرف وجائزة إثارة الجدل من "INPO Ferizaj" (مبادرة التقدم)  لإنشاء خطاب عام حول التطرف الديني. في عام 2015، فازت بجائزة نساء الشجاعة الدولية لوزيرة الخارجية للشعبة الأوروبية.